# Dennis Beemsterboer
Dennis Beemsterboer (ur. 13 listopada 1982 w Hoorn) – holenderski wioślarz.

## Osiągnięcia
- Mistrzostwa Świata – Monachium 2007 – ósemka wagi lekkiej – 1. miejsce[1].
- Mistrzostwa Świata – Linz 2008 – ósemka wagi lekkiej – 3. miejsce[1].